# Hôtel de ville de Dunkerque
L’hôtel de ville de Dunkerque est un bâtiment centenaire. Endommagé pendant les deux guerres mondiales, il fut à chaque fois restauré. En 2005, le beffroi de l'hôtel de ville est admis au patrimoine mondial de l'UNESCO parmi les beffrois de Belgique et de France. La ville de Dunkerque en compte deux, le second étant le beffroi de l'église Saint-Éloi à une centaine de mètres de la mairie.

L'hôtel de ville est le centre administratif de la ville, comme dans la plupart des villes, s'y déroulent conseil municipal, mariage, état civil, etc. mais c'est également un des endroits incontournables de la bande de Dunkerque lors du carnaval. La porte Jean-Bart, le beffroi de l'hôtel de ville ainsi que sa façade et les toitures sont inscrits au titre de monument historique.

## Les hôtels de ville de Dunkerque

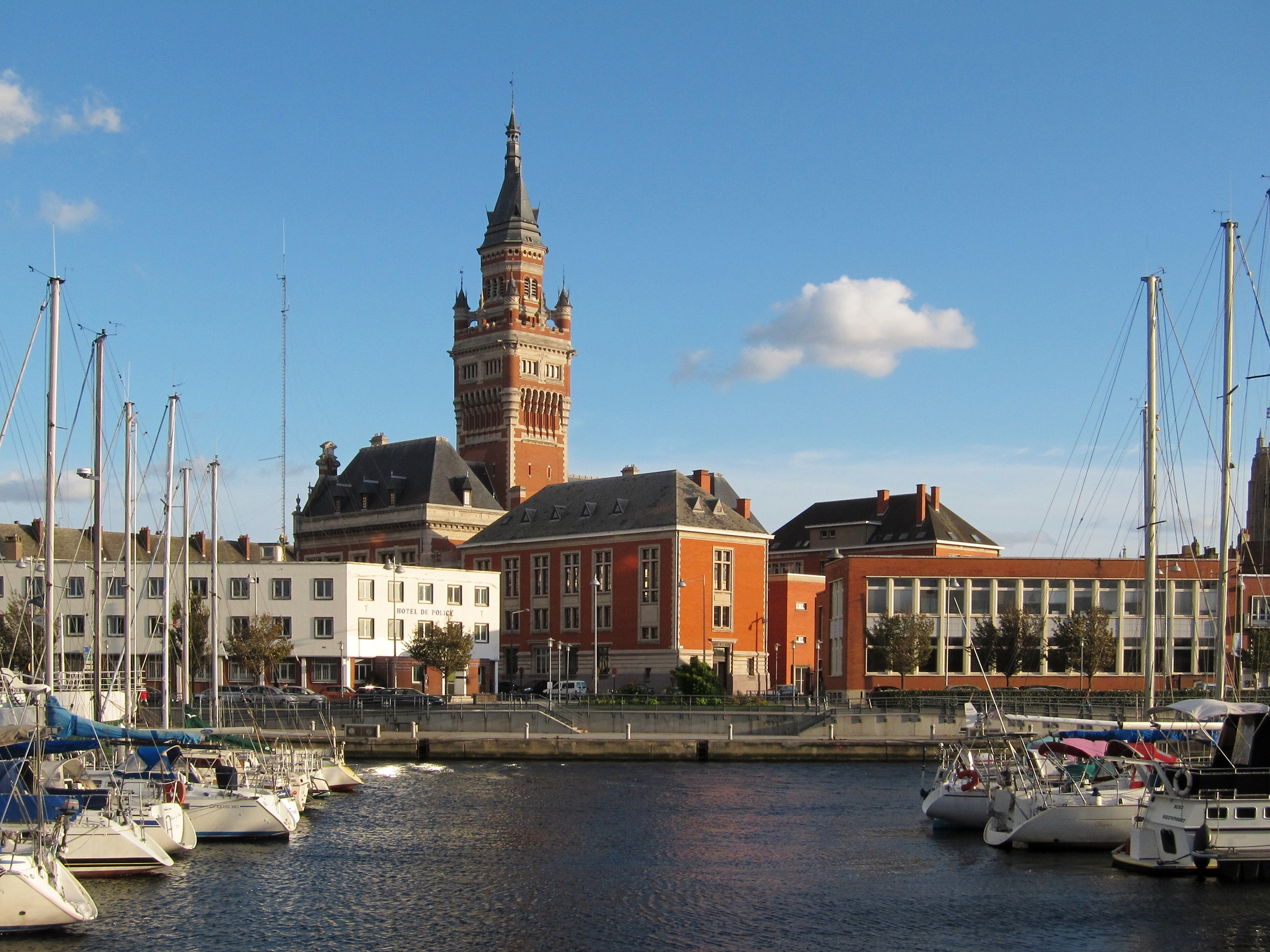
Le beffroi de l'hôtel de ville vu du port de plaisance

L'hôtel de ville actuel est loin d'être le premier qu'ait connu Dunkerque, il se dresse sur les ruines des précédents. En effet, il faut remonter à 1233 pour voir le premier hôtel de ville de Dunkerque, sur la place d'armes qui deviendra la place Charles-Valentin 750 ans plus tard. Au cours de l'année 1558, Paul de La Barthe de Thermes surnommé le « maréchal de Thermes » met à sac la commune, l'hôtel de ville étant rasé.

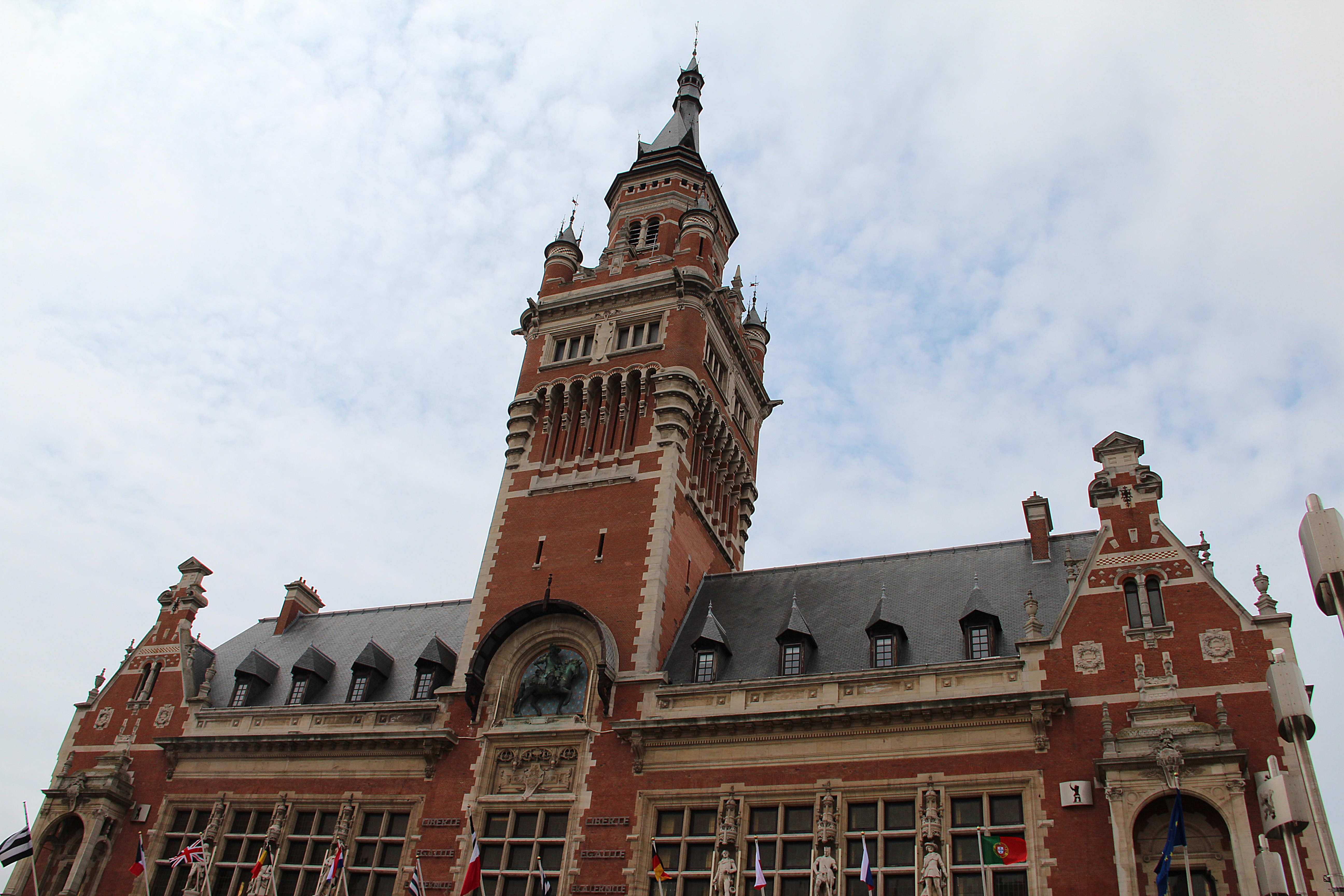
Détail de la partie haute de l'hôtel de ville.

Quatre ans plus tard, un nouvel hôtel est construit sur les ruines, il est orné de vitraux et contient une belle salle d'audience. Mais le bâtiment est à son tour détruit lors d'un incendie en 1642.
Reconstruit en 1644, l'hôtel de ville traversa plusieurs siècles, et par conséquent portera l'empreinte de plusieurs styles architecturaux. En 1896, l'immeuble est détruit, mais cette fois-ci volontairement, en effet la ville prenant de l'importance, on décide de construire un hôtel de ville plus grand, ce qui entraînera plusieurs expropriations des habitations jouxtant l'ancien hôtel.

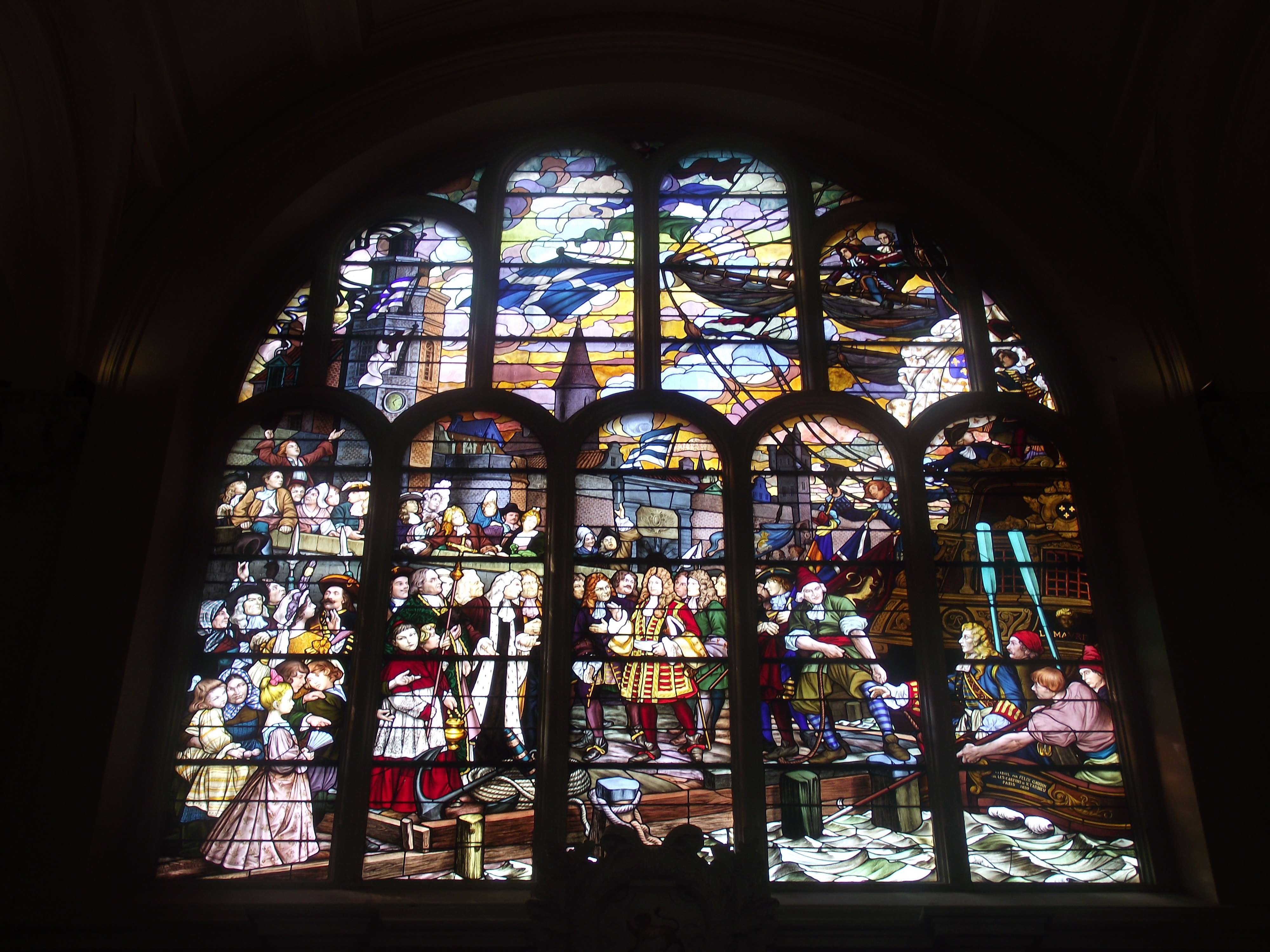
Réception faite à Jean Bart par les autorités de Dunkerque après la victoire du Texel - Œuvre de Félix Gaudin (en 1899) pour l'Hôtel de ville de Dunkerque

La ville confie la construction du nouvel édifice à un architecte lillois, Louis Marie Cordonnier (qui a notamment réalisé l'immeuble de la Chambre de commerce de Lille). L'auteur choisit le style néo flamand, mélangeant brique et pierre. Le 30 mai 1897, la première brique est posée, et quatre années plus tard, le 17 septembre 1901, le président de la République Émile Loubet, en compagnie du tsar Nicolas II de Russie, inaugure l'hôtel de ville de Dunkerque assez proche dans sa partie avant de ce que l'on connaît aujourd'hui.

Bien sûr l'hôtel de ville subit les dommages des deux guerres mondiales, particulièrement le 27 mai 1940, jour au cours duquel un bombardement anéantit la charpente, la toiture et pour ainsi dire tout l'intérieur de l'hôtel de ville, seuls quelques murs restent debout.

Au sortir de la guerre, la restauration de l'immeuble est confiée au fils de Louis Marie Cordonnier, Louis-Stanislas Cordonnier. Celui-ci reconstruit la mairie quasiment à l'identique de celle d'avant-guerre, simplifiant les façades et la toiture. Le 15 octobre 1955, l'hôtel de ville est inauguré par le président de la République René Coty, alors que l'on pense déjà à la construction de l'aile Nord (à droite par rapport à l'entrée de l'hôtel de ville) pour agrandir la mairie. En 1974, dans le même objectif, est construite l'aile Sud (à gauche cette fois).

## L'hommage aux «grands» Dunkerquois
La façade de l'hôtel de ville comporte les statues de six hommes qui ont marqué l'histoire de la ville. Originellement il y avait 8 statues mais les deux statues situées sur les flancs extérieurs furent détruites lors des guerres.

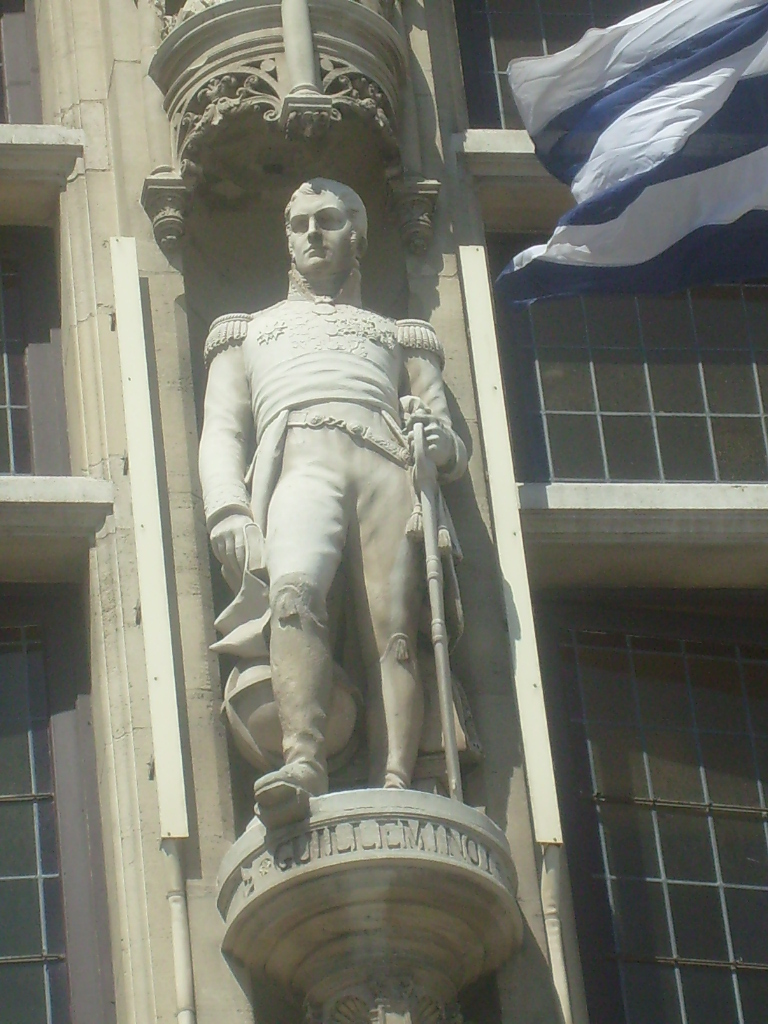
Le général Guilleminot.

### Armand Charles Guilleminot

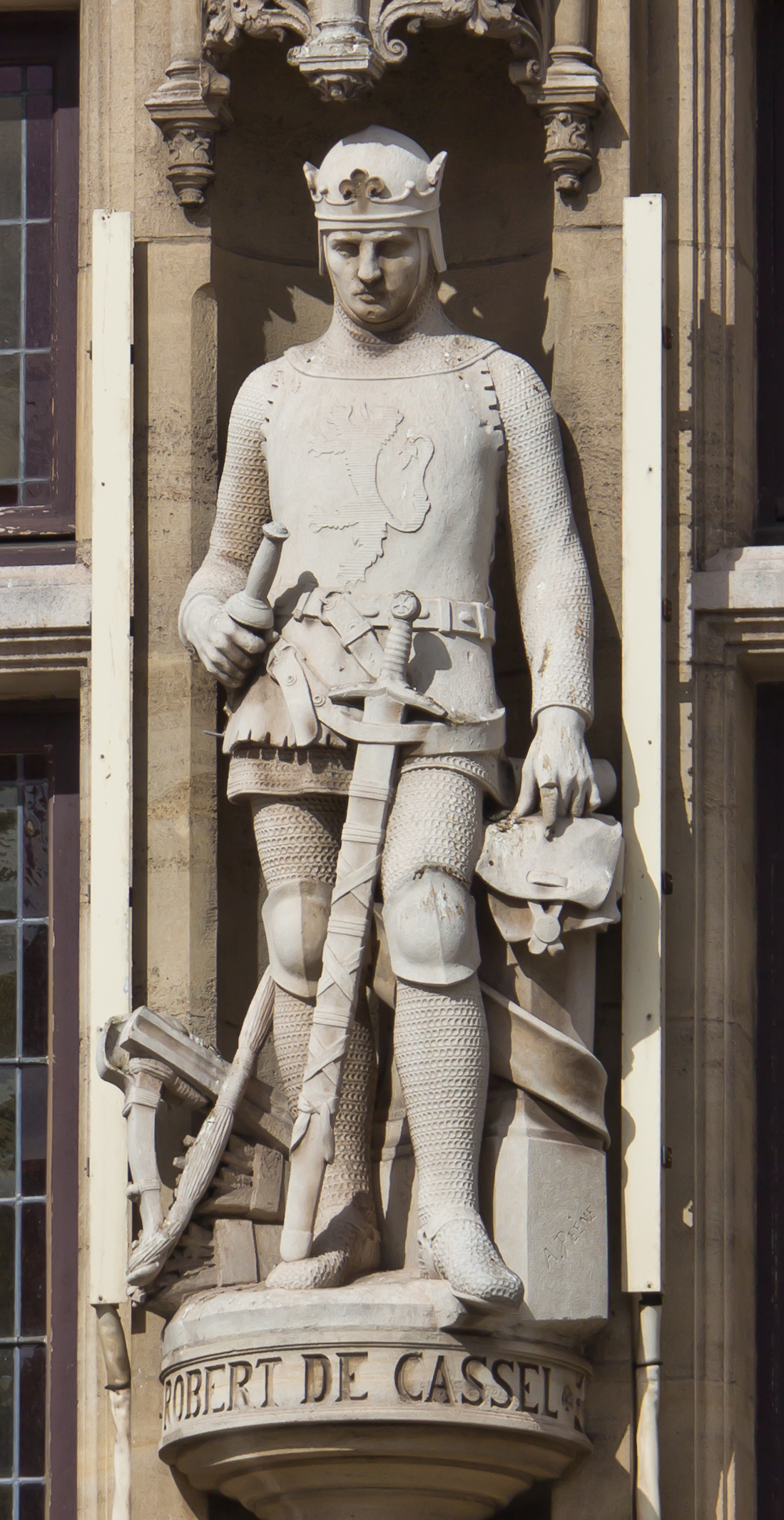
Le comte Robert de Flandre

La statue la plus à gauche de la façade est celle de Armand Charles Guilleminot, né dans la ville en 1774, servit brillamment dans la Grande Armée, où il a le grade de général de brigade puis celui de division. En 1817, il a pour mission de fixer, aux côtés d'Allemands, la ligne de démarcation française à l'est. Plus tard, il est nommé pair de France. Il repose depuis mars 1840 au cimetière du cimetière du Père-Lachaise.

### Robert de Cassel
La seconde statue est celle de Robert de Cassel, il est né en 1278, c'est un comte de Flandre ayant réorganisé le "magistrat" de la ville, l'équivalent de nos conseils municipaux. Il a créé également trois guildes (archers, arbalétriers et arquebusiers) destinées à protéger la ville. À sa mort, sa fille Yolande hérite de la seigneurie de Dunkerque qu'elle dirigera très longtemps.

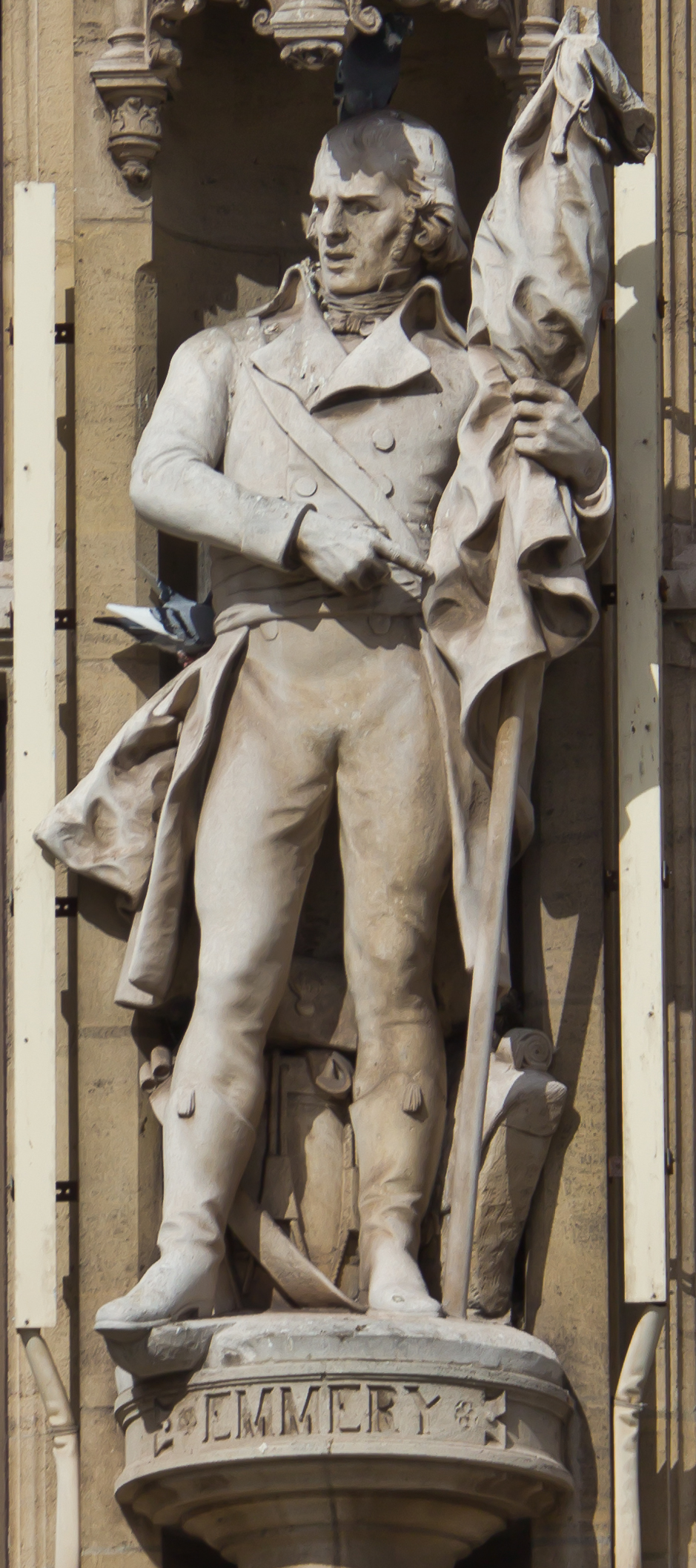
Le député-maire Jean-Marie Emmery.

### Jean-Marie Joseph Emmery

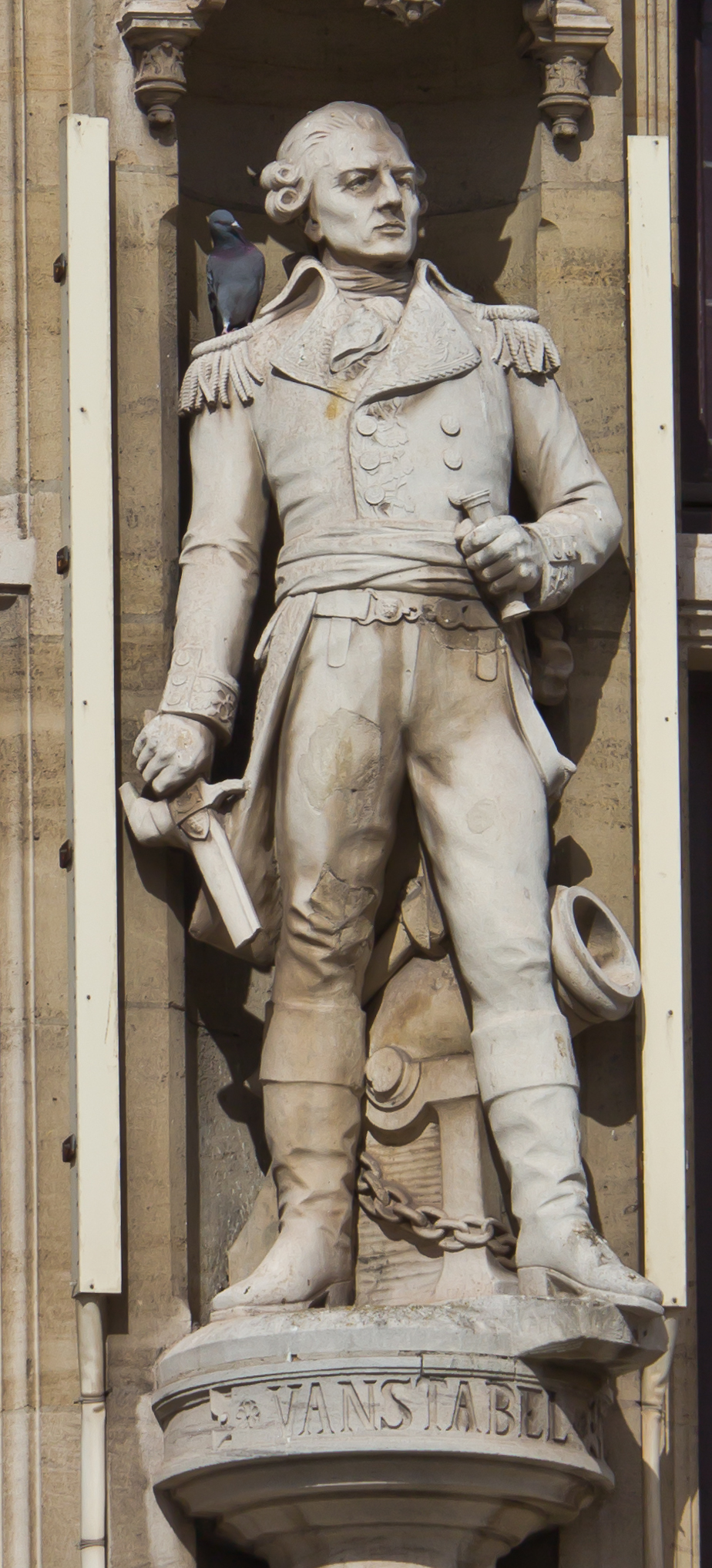
le contre-amiral Van Stabel.

La statue immédiatement à gauche de l'entrée est celle de Jean-Marie Joseph Emmery. Il nait dans la ville, le 16 janvier 1754. Son père est consul de Suède et négociant armateur. Son fils suit sa voie et acquit une renommée dans le commerce maritime. Plus tard, il est colonel de la Garde nationale, qui bien que destinée à maintenir l'ordre lors de la Révolution se consacre surtout à la protection du « magistrat ». En 1791 il est député à l'assemblée nationale législative, puis il devient maire de Dunkerque. Il meurt en 1825.

### Pierre Jean Van Stabel

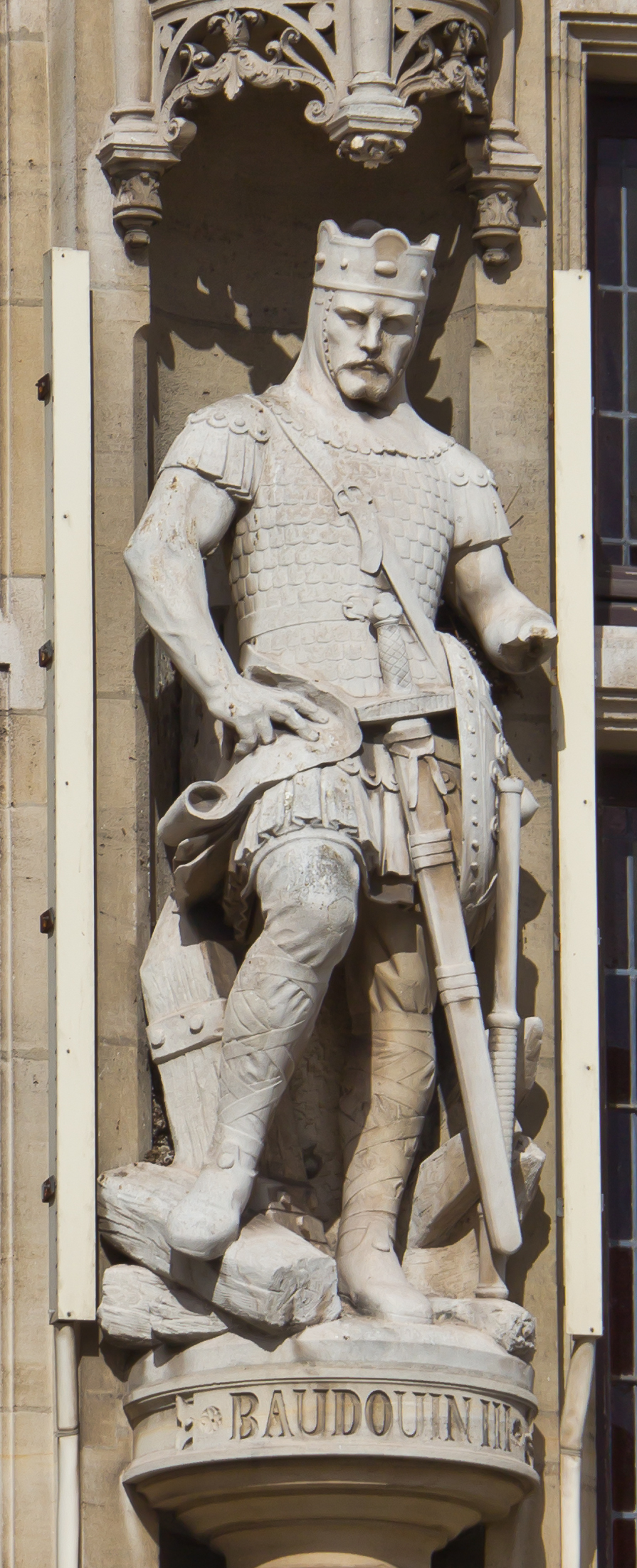
le comte de Flandre Baudoin III.

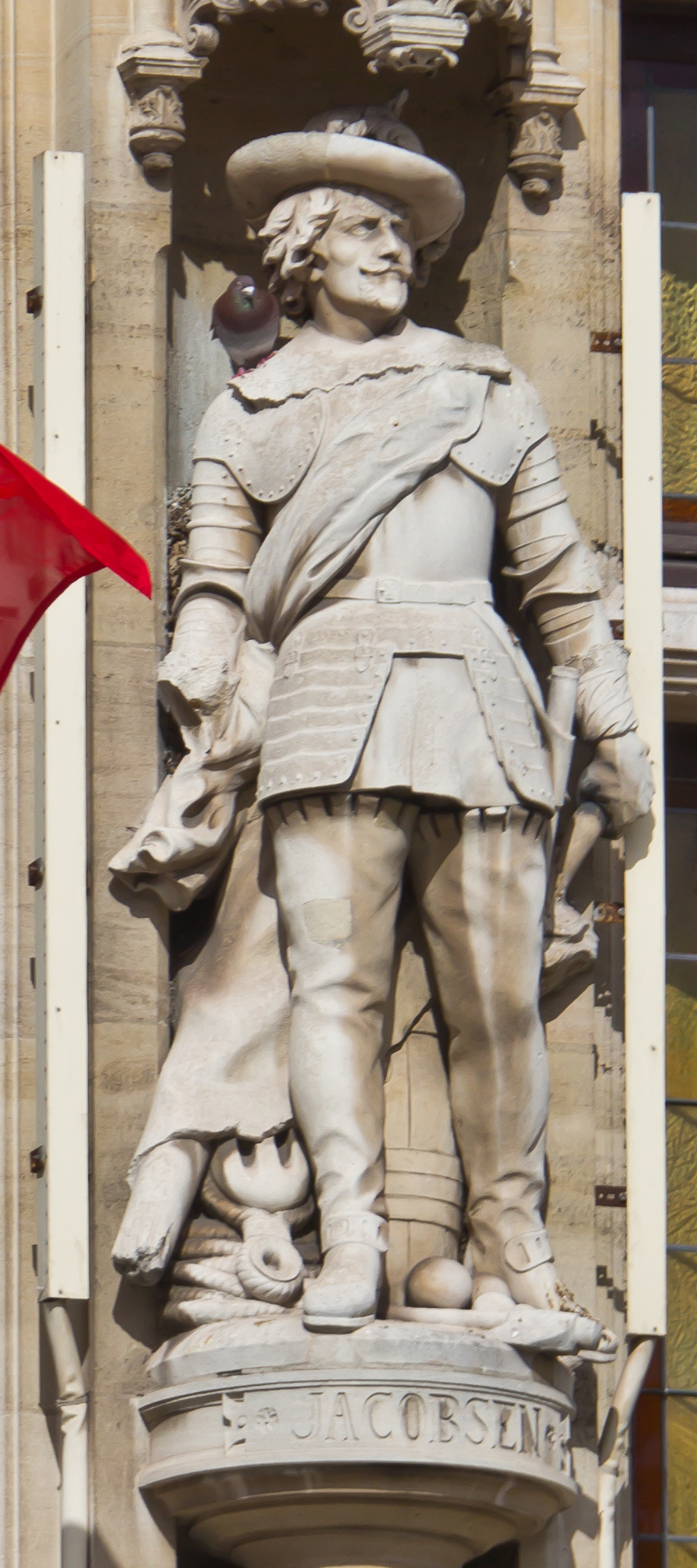
le corsaire Michel Jacobsen.

La statue à droite de l'entrée représente Pierre Jean Van Stabel. Il est né le 8 novembre 1744 dans la ville. Son père est pilote dans le port, ce qui pousse le jeune Van Stabel vers la marine, il débutera comme mousse, puis monte la hiérarchie rapidement (pilote, maître puis capitaine). Devenu corsaire, il rentre dans la marine royale avec le brevet de lieutenant de frégate auxiliaire. Il devient enseigne de vaisseau en 1790 puis trois ans plus tard capitaine de vaisseau. Son exploit de ramener 17 bateaux d'un convoi anglais lui vaut enfin le titre de contre-amiral. En 1794, Van Stabel, à l'image de Jean Bart, sauve le pays de la famine, en convoyant sans aucune perte 170 navires chargés de vivre jusqu'à Brest en provenance de la baie de Chesapeake aux États-Unis. Il meurt de retour à Dunkerque en 1797.

### Baudoin III de Flandre
La cinquième statue est celle de Baudoin III. Le troisième comte de Flandre né en 940. Il est le premier à avoir construit une fortification certes de bois autour du bourg de Dunkerque. Cela afin d'empêcher les pillages et les attaques des pirates. Il meurt de la petite virole en 962 à Bergues.

### Michel Jacobsen
La statue la plus à droite représente Michel Jacobsen, le premier corsaire dunkerquois célèbre. Il naît en 1560 dans la ville. À son époque la ville est espagnole, c'est ainsi qu'il sert le roi d'Espagne. Il est célèbre pour sa connaissance de la mer du Nord et de ses nombreux bancs de sable. Lorsqu'il ramène les débris de l'Invincible Armada, il gagne le surnom d'« el zorro del mar » (le renard des mers). Il meurt en 1633 de la fièvre jaune et est inhumé en la cathédrale Notre-Dame du Siège de Séville. Il laisse derrière lui sa femme Laurence Weus, ainsi que sept enfants dont Agnès Jacobsen, qui n'est autre que la grand-mère de Jean Bart.

### Pierre-Mathieu Faulconnier
La statue se trouvait sur l'aile gauche de l'hôtel de ville, elle fut détruite pendant la Seconde Guerre mondiale.
Pierre-Mathieu Faulconnier, Dunkerquois, fils du bourgmestre et grand bailli Peeter Faulconnier, est né en 1650.
Afin de remercier son père de sa fidélité, Louis XIV rend la charge de grand bailli héréditaire en 1665. Ancien élève du collège des Jésuites, il fait sa philosophie à Douai et son droit à Paris. Il devient à son tour bailli en 1676. En 1715, il est désigné pour remplir les fonctions de président de la Chambre de commerce.
Ce notable est l'auteur de la "Description historique de Dunkerque" éditée en 1730.
Dans cette étude de 412 pages, il relate l'histoire de la ville depuis ses origines jusqu'en 1719. Cette œuvre précieuse fait de lui le premier historien de notre cité. C'est sans doute à ce titre que sa sculpture figurait sur une façade latérale de l'hôtel de ville.
Autre fait le distinguant : il lègue sa bibliothèque - comprenant 4 370 volumes - au magistrat de Dunkerque. À sa mort en 1735, la ville reçoit ce don qui constitue le premier noyau d'une des plus anciennes bibliothèques publiques de France.

### Jean de Reyn
La statue se trouvait sur l'aile droite de l'hôtel de ville, elle fut détruite pendant la Seconde Guerre mondiale.
Jean de Reyn ou Jan van Ryn, né à Dunkerque en 1610 et mort en 1678, peintre portraitiste et de peinture religieuse, flamand devenu français par extension territoriale de la France.
Jean de Reyn fut l'élève du peintre Antoine van Dyck qu'il suivit en Angleterre.
En 1662, Jean de Reyn est devenu français à la suite de la prise de possession définitive de Dunkerque rachetée à l'Angleterre par Louis XIV ; il a fait le portrait du comte d'Estrades, gouverneur de cette ville pour la France. Jean de Reyn travailla aux écussons et aux armoiries de Sa Majesté le Roy de France, ainsi qu'aux peintures commandées lors de l'entrée de Louis XIV à Dunkerque, travaux pour lequel il reçut par l'ordonnance du 23 mai 1663, quinze livres et peint également les armoiries du roi en grand tableau, par ordonnance du 11 de mars 1663, pour deux cent douze livres.